# Lency Montelier
Lency Montelier (née le 13 février 1971) est une athlète cubaine, spécialiste du 400 mètres haies. 

## Biographie

### Palmarès
| Date | Compétition                                      | Lieu          | Résultat | Performance |
| ---- | ------------------------------------------------ | ------------- | -------- | ----------- |
| 1991 | Jeux panaméricains                               | La Havane     | 1re      | 57 s 34     |
| 1993 | Championnats d'Amérique centrale et des Caraïbes | Cali          | 2e       | 57 s 77     |
| 1993 | Jeux d'Amérique centrale et des Caraïbes         | Ponce         | 1re      | 57 s 61     |
| 1995 | Jeux panaméricains                               | Mar del Plata | 3e       | 55 s 74     |
| 1995 | Championnats d'Amérique centrale et des Caraïbes | Guatemala     | 1re      | 56 s 9      |

### Records
| Épreuve          | Performance | Lieu          | Date         |
| ---------------- | ----------- | ------------- | ------------ |
| 400 mètres haies | 55 s 74     | Mar del Plata | 24 mars 1995 |